# Ronifibrato
Il ronifibrato è un farmaco ad attività antidislipemica appartenente alla classe dei fibrati, derivato del clofibrato e degli acidi nicotinici. Esso riduce i livelli di colesterolo totale, trigliceridi, LDL e VLDL, e aumenta i livelli di HDL.

## Meccanismo di azione
Il meccanismo d'azione del farmaco non è chiaro. Il ronifibrato, come gli altri fibrati, sembra aumentare il catabolismo delle VLDL inducendo un aumento nella sintesi delle lipoproteinlipasi.

## Farmacocinetica
Dopo somministrazione orale il ronifibrato viene completamente e rapidamente assorbito dal tratto gastrointestinale raggiungendo concentrazioni plasmatiche massime nel giro di 1-2 ore. I livelli terapeutici si mantengono per 8-12 ore. Il farmaco viene escreto principalmente nelle urine.

## Usi clinici
Il ronifibrato è impiegato nel trattamento delle iperlipoproteinemie primarie e di quelle di tipo II, III e IV. Ovviamente la terapia con il farmaco deve essere associata a un regime dietetico adeguato.

## Effetti collaterali ed indesiderati
Si possono manifestare effetti gastrointestinali (nausea, vomito, dispepsia, diarrea, flatulenza, dolori addominali), epatici, centrali (cefalea, vertigini, sonnolenza), ematologici (eosinofilia, leucopenia, anemia, agranulocitosi), genito-urinari (disuria, oliguria, ematuria) e reazioni di ipersensibilità. Sono stati inoltre descritti astenia, crampi muscolari, mialgie, artralgie, alopecia, impotenza, polifagia con aumento ponderale.

## Dosi terapeutiche
Il ronifibrato viene somministrato per via orale in dosi di 500 mg fino a tre volte al giorno. Il farmaco va assunto preferibilmente subito dopo i pasti. È bene raggiungere questa posologia con gradualità anche al fine di saggiare la sensibilità individuale al farmaco.